# Oopsis excavata
Oopsis excavata là một loài bọ cánh cứng trong họ Cerambycidae.